# Lolei
Le Lolei est un temple hindouiste sur le site de Roluos, près d'Angkor au Cambodge. 

## Étymologie
Ce nom est une corruption cambodgienne de l'ancien nom sanskrit de la capitale de l'empire khmer, Hariharālaya : « séjour de Harihara », fusion de Hari (Vishnu) et Hara (Shiva).

## Description
Il formait une île au centre de l’Indratatāka, ancien baray aujourd'hui asséché. Il fut édifié par Yaśovarman I en 893 et consacré à Indravarmeśvara en souvenir de son père Indravarman I.
C'est une construction majoritairement en brique, profondément remaniée par les bonzes qui s'y sont installés depuis plusieurs siècles. Sont visibles principalement les quatre prasat (tours) à faux-étages construits sur un soubassement actuellement au-dessous du niveau du sol. 

## Art
À noter que les encadrements des portes sont sculptés dans un seul bloc de grès. Les piédroits de ces portes montrent des inscriptions effectuées dans une très belle calligraphie. Elles donnent un luxe de détails sur l'édification du temple.

## Galerie

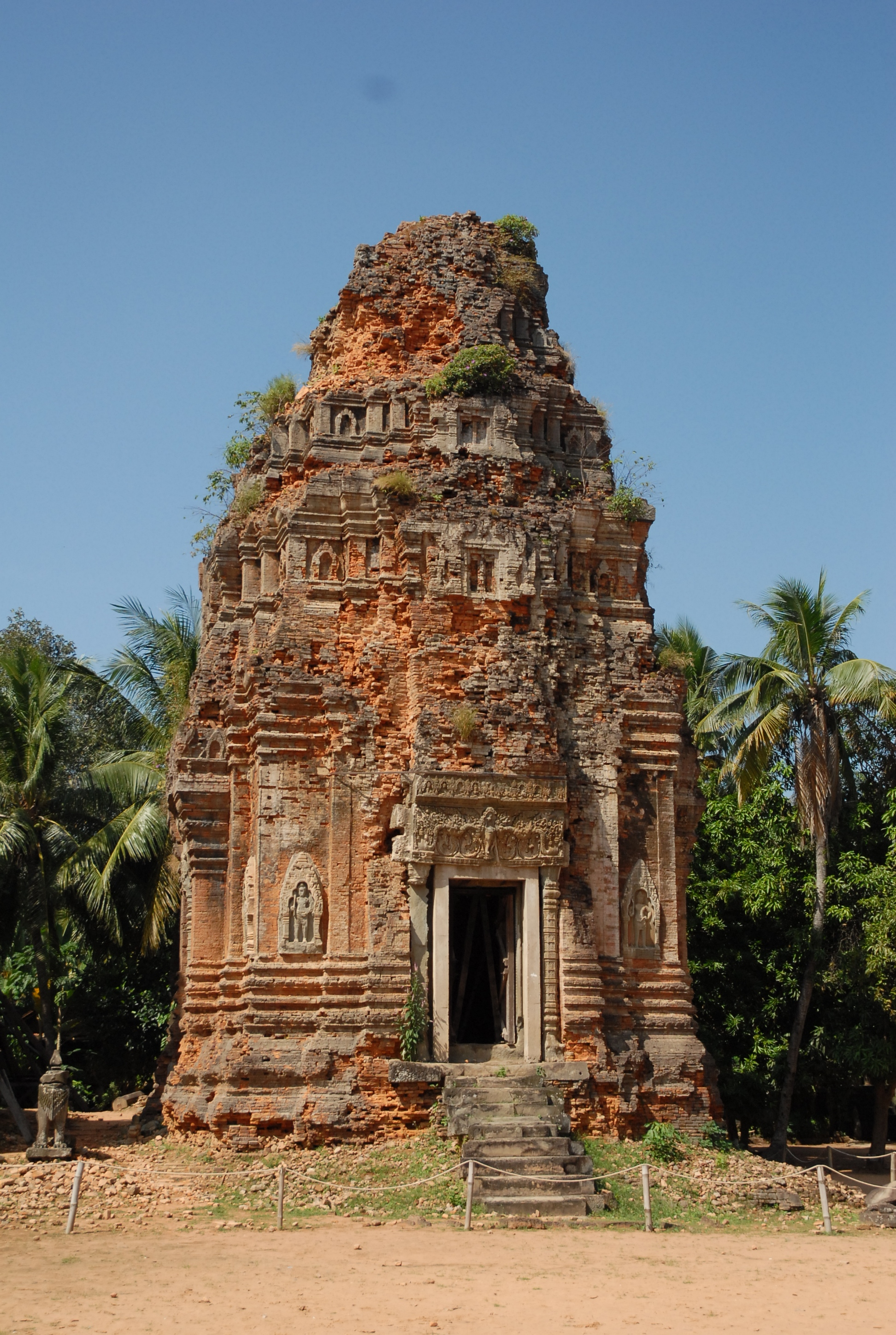
Une des tours de briques.
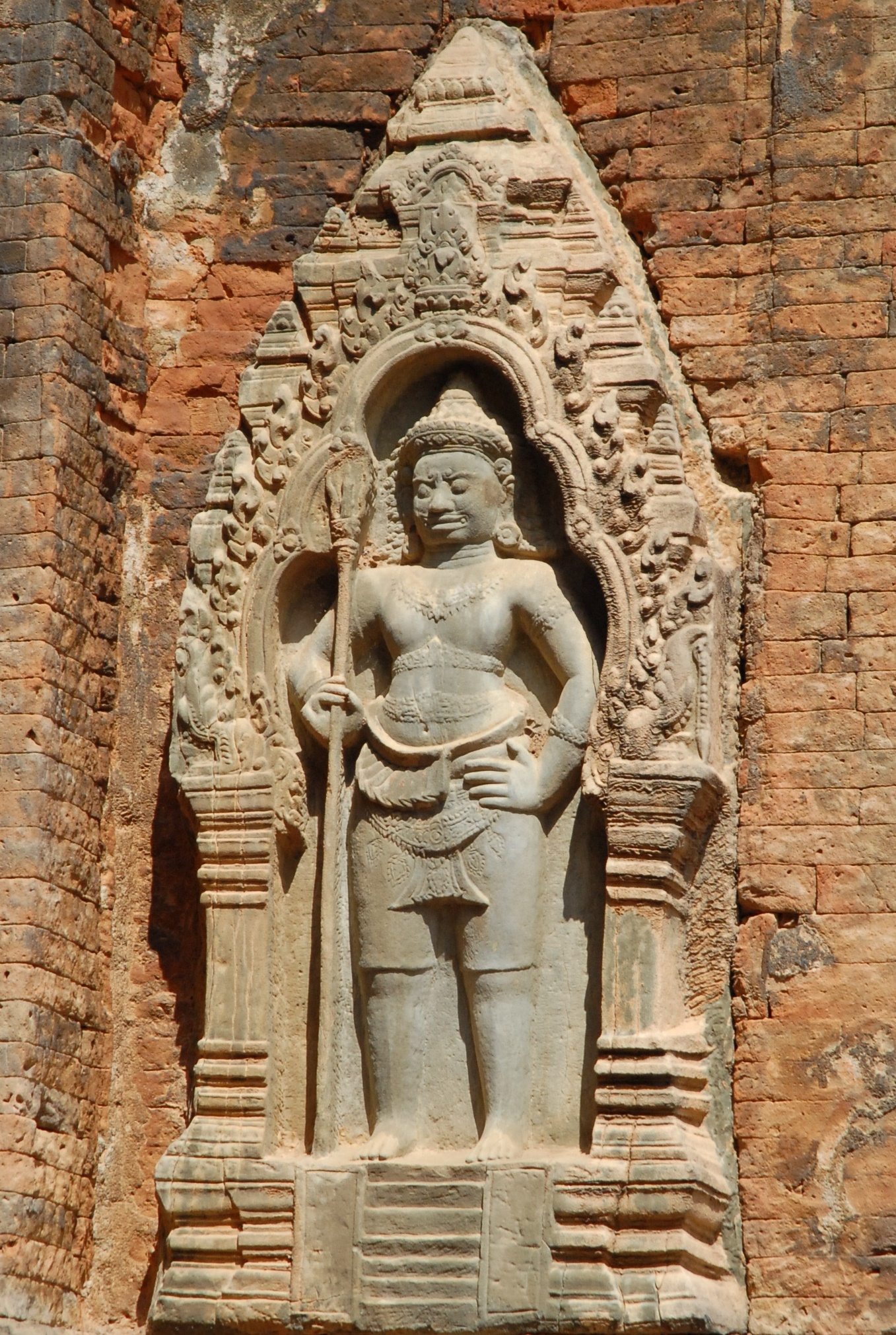
Gardien (sculpture en grès).
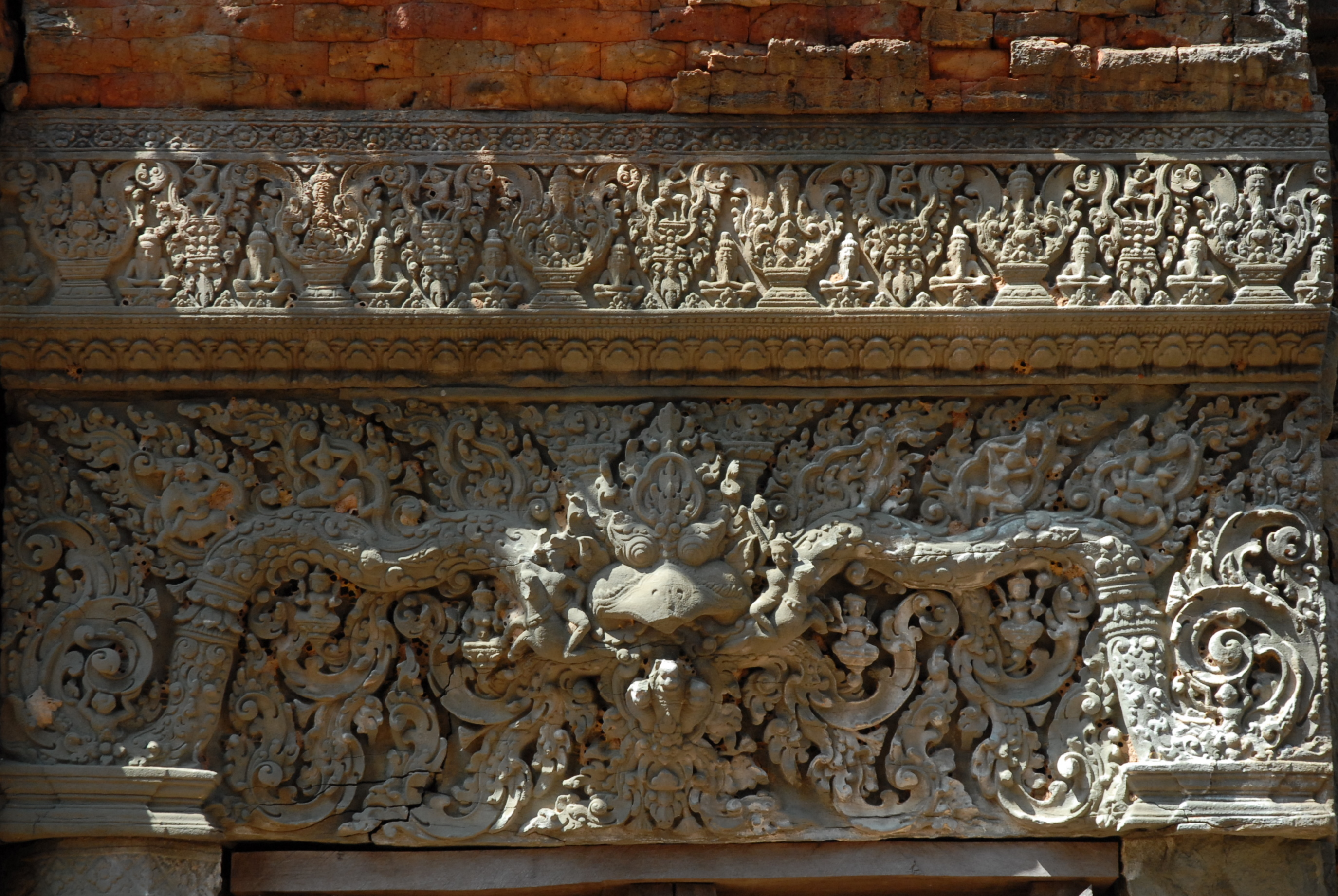
Linteau sculpté.